# 今日もサツキ晴れ!
『今日もサツキ晴れ!』（きょうもサツキばれ!）は、ストライク平助による日本の4コマ漫画作品。
一迅社発行の『まんが4コマKINGSぱれっと』にて、VOL.1から2008年1月号まで連載された。

## ストーリー
自称・天才の「松戸博士（まつど･ひろし）」によって「殺人アンドロイド」として作られた「サツキ」は、ちっとも「殺人アンドロイド」じゃなくて…。
自称・博士のライバル「八ツ崎倍男」や「倍男」に献身的に尽くす、強化クローン人間「キャプリコン」などと繰り広げられる一大恋愛叙事詩（??）がここに!?

## 登場人物
松戸博士（まつど ひろし）
高校生だが親の会社(松戸コンツェルン)を継ぎ会長も行っている天才。親の仇、気に食わない人間を抹殺するためにサツキを開発したが・・・
サツキ
松戸博士が作った殺人アンドロイド。殺人アンドロイドとしては役に立たない欠陥がある。体の構造は人間のソレとほぼ同じ。
八ツ崎倍男（やつざき ばいお）
自称・松戸博士のライバル。親が経営する会社を松戸博士によって倒産させられたため、一家離散中。
キャプリコン
八ツ崎倍男が作った強化クローン人間。マスター(倍男)の生活費を稼ぐため様々なアルバイトをしている。ウィルスアタックという殺人ウィルス弾が使えたり、マフィアに目をつけられるような薬を開発、販売したりとサツキ以上に危ない。
草田 いちご（くさた いちご）
鈴吾りんごと草田冬風の間に出来た子。松戸の先輩で女子からもモテるが・・・オタクである。
草田 冬風（くさた ふゆかぜ）
草田いちごの母親、一コマだけ登場。
鈴吾 倫（りんご りん）
ペットショップ「エトピリカ」の社長。鈴吾りんごの娘。松戸博士の許嫁で難病を患っている。
緑川 らみ（みどりかわ らみ）
松戸コンツェルン系列のブティックに勤めている。変な服を扱っている。
松戸博子（まつど ひろこ）
松戸博士の姉で松戸コンツェルンの社長。3年前から行方不明になっている。

## 関連作品
春風いちばんっ

## 書籍情報
一迅社から「まんが4コマKINGSぱれっとコミックス」として刊行されている。全1巻。
1. 2007年12月22日 初版発行 ISBN 978-4-7580-8003-3